# Pedro Luis Lazo
Pedro Luis Lazo Iglesias (Pinar del Río, 15 aprile 1973) è un ex giocatore di baseball cubano.
Detiene il primato di giocatore più medagliato ai Giochi olimpici con 2 ori e 2 argenti
Con la sua nazionale ha disputato il World Baseball Classic nel 2006, vincendo l'argento, e nel 2009.
Ai campionati mondiali vanta quattro successi e due secondi posti.
Si è ritirato dall'attività agonistica il 28 dicembre 2010.
È cugino di Raudel Lazo, anche lui giocatore di baseball, attivo nella MLB dal 2011 al 2020.

## Palmarès
- Giochi olimpici

Atlanta 1996:  Oro
Sydney 2000:  Argento
Atene 2004:  Oro
Pechino 2008:  Argento
- World Baseball Classic

2006:  Argento.
- Campionato mondiale di baseball

Italia 1998:  Oro
Taipei 2001:  Oro
Cuba 2003:  Oro
Paesi Bassi 2005:  Oro
Taipei 2007:  Argento
2009:  Argento
- Coppa Intercontinentale

L'Avana 1995:  Oro.
Barcellona 1997:  Argento.
L'Avana 2002:  Oro.
Taichung 2006:  Oro.
- Giochi panamericani

Mar del Plata 1995:  Oro
Winnipeg 1999:  Oro
Rio de Janeiro 2007:  Oro
- Giochi centramericani e caraibici

Maracaibo 1998:  Oro
Cartagena 2006:  Oro